# Lijst van Red Bull Air Race-piloten
De volgende piloten hebben ten minste één start in de Red Bull Air Race gemaakt tussen 2003 en 2010 en tussen 2014 en 2019.

## A
- Hannes Arch - Wereldkampioen 2008
- Mélanie Astles

## B
- Francis Barros
- Tom Bennett
- Florian Bergér - Challenger Class Wereldkampioen 2016, 2017, 2019
- Péter Besenyei - Wereldkampioen 2003
- Cristian Bolton
- Paul Bonhomme - Wereldkampioen 2009, 2010, 2015
- Mikaël Brageot - Challenger Class Wereldkampioen 2015

## C
- Kirby Chambliss - Wereldkampioen 2004, 2006
- Kenny Chiang
- Kevin Coleman
- Dario Costa
- Luke Czepiela - Challenger Class Wereldkampioen 2018

## D
- Patrick Davidson
- Glen Dell
- Matthias Dolderer - Wereldkampioen 2016

## G
- Daniel Genevey
- Michael Goulian

## H
- Matt Hall - Wereldkampioen 2019

## I
- Nicolas Ivanoff

## J
- Steve Jones

## K
- Jurgis Kairys
- Adilson Kindlemann
- Petr Kopfstein - Challenger Class Wereldkampioen 2014

## L
- Nigel Lamb - Wereldkampioen 2014

## M
- Alejandro Maclean
- Mike Mangold - Wereldkampioen 2005, 2007
- David Martin
- Sammy Mason
- Pete McLeod
- Yoshihide Muroya - Wereldkampioen 2017
- Ben Murphy

## O
- Halim Othman

## P
- Peter Podlunšek

## R
- Sergei Rakhmanin
- Daniel Ryfa

## S
- Klaus Schrodt
- Martin Šonka - Wereldkampioen 2018
- Claudius Spiegel
- Patrick Strasser

## V
- Juan Velarde
- Frank Versteegh
- Baptiste Vignes
- François Le Vot

## W
- Vito Wyprächtiger

## Z
2003 · 2004 · 2005 · 2006 · 2007 · 2008 · 2009 · 2010 · 2014 · 2015 · 2016 · 2017 · 2018 · 2019
Lijst van piloten